# Tô Ánh Nguyệt
Tô Ánh Nguyệt là tác phẩm cải lương nổi tiếng của soạn giả Trần Hữu Trang, soạn khoảng năm 1935–1936. Tác phẩm gắn liền với tên tuổi của NSND Lệ Thủy với vai chính là Tô Ánh Nguyệt.

## Nội dung
Tô Ánh Nguyệt, cô gái quê lên tỉnh học, yêu Minh, chàng trai thành thị. Cô vốn là con gái của ông Cả trong làng và vì bị tư tưởng "áo mặc không qua khỏi đầu", Nguyệt bị ép duyên cùng một trai làng khác. Không dám cãi lời cha, nhưng vì lỡ mang thai, nên Nguyệt trốn nhà ra đi "đói lạnh giữa chợ đời", hoàn cảnh neo đơn thân gái một mình... đến khi sanh con trong cảnh cơ hàn nghèo khó. Ở nhà, bà Cả nhớ thương con gái nên lâm bệnh nặng và mong muốn được sống gần con nên ông Cả tìm Nguyệt đem về cho bà. Nguyệt đành đem con trao cho Minh để trở về báo hiếu người mẹ đang bị bệnh nặng, Nguyệt đã đau đớn: "Ba nói ba thương con, sao ba lại không cho con được thương con của con?".
18 năm sau, cuộc sống tạm ổn, với lòng thương con, Nguyệt tìm cách về ở gần con. Minh biết, tìm đến mong được nàng tha tội và mong nối lại tình xưa. Trước sự ăn năn day dứt khôn nguôi của Minh muốn nối lại duyên xưa để bù đắp cho Nguyệt những tổn thương buồn tủi sau bao năm vò võ, Nguyệt đã thẳng thắn: "Nếu thuận theo ý anh thì lại thêm một người phụ nữ sẽ khổ đau...". Nguyệt đã an bài cho số phận của mình, chấp nhận thua thiệt như lâu nay đã phải gánh chịu mà bao dung, vị tha, giữ sự ấm êm cho hạnh phúc của Minh được vuông tròn. Bao hy vọng, niềm tin vào cuộc sống Nguyệt chỉ nghĩ cho cậu con trai và gửi tất cả thâm tình vào từng đường kim mũi chỉ thêu cặp gối uyên ương mừng ngày hạnh phúc của con. Bất ngờ, khi Minh ra về cũng là lúc cậu con trai tên Tâm xuất hiện với những lời lẽ miệt khinh Nguyệt vì cho rằng bà đã phá vỡ hạnh phúc gia đình mình mà không hay biết đó lại chính là người mẹ ruột.
Đau đớn tột cùng. Nguyệt vẫn câm nín nghẹn ngào nhìn con mình đã vô tình bất hiếu. Đám cưới chưa đến, Minh lại bệnh nặng. Trước phút lâm chung, Minh kể rõ ngọn ngành cho Dung, vợ chàng và Tâm nghe, vừa hiểu ra sự thật thì Minh trút hơi tàn kịp lúc Nguyệt đến gặp mặt lần sau cuối...